# Metz eurometropolisz

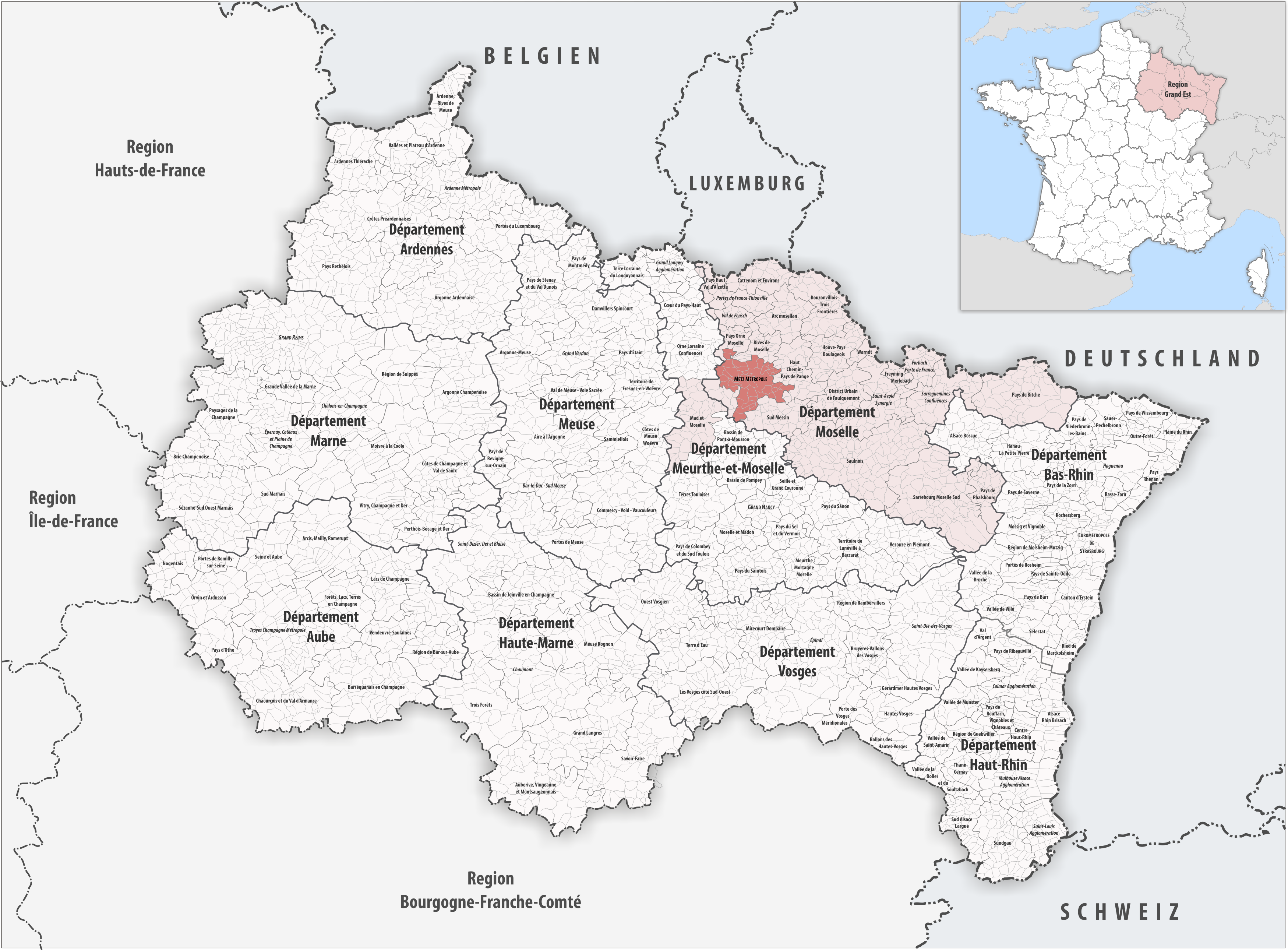
Elhelyezkedése a régióban és Moselle megyében

Metz eurometropolisz (franciául: Eurométropole de Metz; hivatalos neve Metz Métropole) a franciaországi metropoliszok egyike, a francia községközi társulási rendszer (intercommunalité) része. 
Franciaország északkeleti részén, Grand Est régió Moselle megyéjében helyezkedik el. Metz-et és a város vonzáskörzetének további 45 községét foglalja magába. 
2015. január 1-jén jött létre az addigi „Metz Métropole agglomerációs közösség” (communauté d'agglomération de Metz Métropole) átalakításával. Ez utóbbit 2014. január 1-jén alakították meg.
Népessége 228 999 fő volt 2021-ben, ebből 120 874 fő Metz-ben élt. Területe 324,1 km2. Igazgatási központja Metz-ben van.
2021. május 10-én a metropolisz tanácsa úgy döntött, hogy – az Eurométropole de Strasbourg elnevezés mintájára – Eurométropole de Metz néven működnek tovább.

## Községek
A metropoliszt az alábbi 46 község alkotja:
1. Amanvillers
2. Ars-Laquenexy
3. Ars-sur-Moselle
4. Augny
5. Le Ban-Saint-Martin
6. Châtel-Saint-Germain
7. Chesny
8. Chieulles
9. Coin-lès-Cuvry
10. Coin-sur-Seille
11. Cuvry
12. Féy
13. Gravelotte
14. Jury
15. Jussy
16. Laquenexy
17. Lessy
18. Longeville-lès-Metz
19. Lorry-lès-Metz
20. Lorry-Mardigny
21. Marieulles
22. Marly
23. La Maxe
24. Mécleuves
25. Metz
26. Mey
27. Montigny-lès-Metz
28. Moulins-lès-Metz
29. Noisseville
30. Nouilly
31. Peltre
32. Plappeville
33. Pouilly
34. Pournoy-la-Chétive
35. Roncourt
36. Rozérieulles
37. Sainte-Ruffine
38. Saint-Julien-lès-Metz
39. Saint-Privat-la-Montagne
40. Saulny
41. Scy-Chazelles
42. Vantoux
43. Vany
44. Vaux
45. Vernéville
46. Woippy